# 긴조 리사코
긴조 리사코(일본어: 金城 梨紗子, 1994년 12월 21일~)는 일본의 레슬링 선수이다. 2016년 하계 올림픽 여자 미들급과 2020년 하계 올림픽 여자 라이트급에서 금메달을 획득했으며, 세계 선수권 대회에서 3회 우승을 차지했다.
결혼 전 이름은 가와이 리사코(일본어: 川井 梨紗子)이다. 여동생인 유카코도 레슬링 선수이며, 마찬가지로 2020년 올림픽에서 금메달을 획득했다.